# 공산주의자동맹 적군파
공산주의자동맹 적군파(일본어: 共産主義者同盟赤軍派 쿄산슈기샤도메이세키군하[*])는 1969년 결성된 공산동계 신좌파 정파다. 무장봉기를 주장하여 대보살고개 사건이나 요도호 사건을 일으켰다. 이후 연합적군과 일본적군의 모체가 되었다.
간부는 정치국의장 시오미 타카야, 군사위원장 타키야 타카마로, 조직위원장 토야마 미치오.
공산동 적군파는 1970년 안보투쟁을 눈앞에 둔 제2차 공산주의자동맹(제2차 공산동, 제2차 분트)의 극좌 분파로서 형성되었다. 관서지방의 공산동 관서파가 적군파의 중심이 되었으며, 결성 당시 인원은 400명 정도였다. 적군파는 혁명에는 군사가 필수적이며, 혁명은 "혁명전쟁"에 의해 쟁취된다고 주장했다. 전성기에는 도시샤대학에 본부를 두고 간토가쿠엔대학 등 다른 학교들에 거점이 있었다. 제2차 분트 내 주류파인 전기파는 무장투쟁을 주장하는 점에서 적군파와 마찬가지였지만 적군파와 대립했으며, 분트 내 우파인 반기파, 정황파도 적군파와 대립했다.
적군파의 주요 주장은 전단계 무장봉기론과 세계혁명론으로, 대보살고개 사건 이후 국제근거지론이 더해지면서 요도호 사건이나 일본적군의 팔레스타인 투쟁으로 이어졌다.

## 내력

### 결성
1966년 재결성된 공산주의자동맹(제2차 분트)에서 시오미 타카야(1963년 마르전선에서 이탈) 등의 "관서파"는 「과도기세계론 - 세계동시혁명론」을 주장하며 1968년 6월부터 분트 내부의 프랙션(종파)로서 「적군파」를 칭하게 되었다.
1969년 7월 6일 적군파는 분트 집행부 의장 사라기 토쿠지를 감금폭행, 다음날 반기파가 적군파에게 반격하여 시오미 등을 납치했다. 탈출 와중 적군파의 모치즈키 쇼지가 사망했다. 이것이 좌익 최초의 내부게발트 사망자다. 이런 난리를 겪은 뒤 분트 집행부는 1969년 8월 적군파 간부들을 분트에서 제명했다.
1969년 9월 2일, 시오미 타카야 등 30여명이 가나가와현 조가섬에서 분트에서 이탈한 별도 조직으로서 「적군파」를 결성, 9월 3일 칸토가쿠엔대학 가나자와 캠퍼스에 집결하고 9월 4일 가쓰시카구 공회당에서 첫 결의대회를 열었다. 9월 5일에는 히비야 야외음악당에서 개최된 전국전공투 결성집회에 함성과 함께 나타나 처음으로 공개적으로 대중 앞에 모습을 드러냈다. 적군파는 집회장에서 “봉기관철, 전쟁승리,” “가을의 전단계 봉기,” “세계혁명전쟁,” “세계적군건설과 혁명전쟁”을 주장했다.

### 국내무장투쟁의 시작
적군파의 주요 이론은 일본에서 혁명을 일으켜 세계혁명의 사령부인 당과 군대를 형성하고, “세계혁명의 최고사령부인 혁명일본”과 혁명의 적의 총본산인 제국 미국 사이에서 「환태평양 혁명전쟁」을 수행한다는 것이었다. 여기에는 이시와라 간지의 『세계최종전론』의 영향이 있었다. 그리고 그 실현을 위해 PBM 작전이 만들어졌다.
1969년 오사카와 도쿄에서 일련의 교번소(파출소) 습격을 벌이고 이를 "오사카 전쟁," "도쿄 전쟁"이라고 칭했다. 그리고 총리대신관저 습격을 실시할 예정이었지만 대보살고개에서 훈련 도중 급습되어 미수에 끝났다. 또한 1970년 2월 22일 지바현 이치하라시의 우체국을 시작으로 7개의 "M작전"을 실행했다.

### 대보살고개 사건·요도호 사건으로 괴멸
위와 같이 혁명에 선행하는 무장봉기와 임시 정권장악이라는 적군파의 전단계 무장봉기론은 "좌익 버전 2·26 사건"이라고 할 수 있었다. 그러나 대보살고개 방면에서 군사훈련을 하던 중 그것이 경찰에 감지되어 "제3중대" "제7중대" 등 궐기부대들이 일망타진되었다. 이것이 대보살고개 사건이다.
대보살고개 사건 이후 국내에서 불법투쟁을 할 후방기지로서 해외의 베이스가 필요하다는, 일종의 해외망명항전론인 국제근거지론이 등장했다. 그래서 "B작전"의 일환으로 타미야 타카마로 그룹(이후의 요도호 그룸)이 1970년 요도호 사건을 일으켰다. 그들이 북조선으로 향한 것은 북조선 정부를 지지해서가 아니고, 단순히 "적의 적," "가까운 반미국가," "지도자를 (자기들 편으로) 조직화할 수 있는 노동자국가"라는 이유에서였다.
이런 일련의 사건으로 적군파는 결성 이래 의장 시오미 타카야 등 간부들은 일망타진되고 조직은 괴멸에 가까운 상태가 되었다. 이후로도 200명이 넘는 회원과 동조자가 미죄체포로 검거되었다. "적군죄"라는 말까지 생길 정도였다.

### 일본적군으로의 전환
역시 국제근거지론에 근거하여 시게노부 후사코 그룹은 1971년 팔레스타인으로 향하여 팔레스타인 해방인민전선(PFLP)에 의용병으로 입대하고 1972년 로드 공항 사건을 일으켰다. 이후 "적군파 아랍위원회," "아랍적군" 등을 칭하다가 1974년부터 일본적군을 칭하게 되었다.

### 국내 잔류파: 연합적군 결성
한편, 국내 잔류파들 중 지도부는 모조리 감옥에 갔다. 그래서 옥외(獄外) 멤버들만으로는 자율적 움직임이 어려웠다. "M작전" 지휘를 담당한 간부 모리 츠네오가 거동이 가능한 유일한 간부였고, 이에 모리가 남은 멤버들의 지도를 독점하게 되었다. 이때부터 적군파 국내잔류파는 마오이즘 정파인 일본공산당 (혁명좌파) 가나가와현위원회와 제휴를 시작했다. 1971년 12월 두 단체의 주류 간부는 통합하고 연합적군 중앙위원회를 칭했다.
연합적군은 활동거점믈 산악지대로 옮겼다. 그러나 산 속 베이스에서 서로 죽이고(산악베이스 사건), 베이스를 탈출한 멤버들이 인질극을 벌이는 등(아사마 산장 사건) 엽기사건 끝에 모두 체포되어 파괴되었다. 연합적군에도 참여하지 않은 잔류파 일부는 해외로 도망하여 일본적군에 참여한다.

### 국내 재건집단의 분열
연합적군 해체 이후 사태의 총괄을 놓고 적군파 내부에서는 격렬한 논쟁이 있었고, 결국 분열한다. 주류파는 옥중에 있던 시오미 타카야 등을 중심으로 한 공산주의자동맹 적군파 (프롤레타리아 혁명파)(프로혁파)다. 프로혁파는 시오미의 독선적 조직운영에 반발한 시마네대학 그룹이 주도권을 장악하고 이후 현장 노동운동에 주력했지만 1990년대 들어 활동이 주춤하더니 자연소멸했다. 옛 멤버들은 현재도 도쿄의 슬럼 산야에서 NPO 활동을 하고 있는 것으로 알려졌다.